# Janneke Kalsbeek
Janneke Kalsbeek (1953.-) nizozemska jezikoslovka i filologinja, istražuje povijesno slavensko jezikoslovlje, hrvatske i srpske dijalekte, s osobitim naglaskom na čakavsko narječje.

## Životopis
Doktorirala je na Sveučilištu u Leidenu disertacijom The Čakavian dialect of Orbanići near Žminj in Istria 1998. godine. Urednica je serije Studies in Slavic and General Linguistics te članica međunarodnog uredništva, između ostalih, časopisa Fluminensia i Čakavska rič.

## Glavna djela
- The Čakavian Dialect of Orbanići near Žminj in Istria, 1998. u: Studies in Slavic and General Linguistics 25, Amsterdam - Atlanta, GA: Rodopi.
- Zoranić’s verbs: imperfect and conditional in 16th century Čakavian, 2012. u: Pegasus Oost-Europese studies; No. 20. Amsterdam: Pegasus.
- Grammaticalization of definiteness: articles in statu nascendi in some varieties of Slavic, 2012., u: Amsterdam contributions to Scandinavian studies; No. 8. Amsterdam: Scandinavisch Instituut UvA.

## Vanjske poveznice
- Worldcat: Kalsbeek, Janneke